# Château de Pujols-sur-Ciron
Le château de La Salle, à Pujols-sur-Ciron, est un château médiéval principalement construit au XVe siècle, mais dont l'origine est antérieure au XIIIe siècle. Situé au bord du Ciron, un affluent de la Garonne, il est inscrit aux monuments historiques depuis 1988.

## Origine puis remaniements
Le nom du château est lié à Jean de Staples, seigneur « de La salle », qui, en 1205, reçoit en fief du roi d'Angleterre Jean sans Terre (1199-1216), les droits sur le cours du Ciron, de Budos (à quelques kilomètres en amont de Pujols) jusqu'à son embouchure. Jean de Staples fait alors construire un moulin « près de la maison noble de la Salle ».
Ladite maison noble connaît ensuite des remaniements pour devenir un « petit château », selon ce qu'en rapporte le peintre et dessinateur girondin, féru d’archéologie, Léo Drouyn. Celui-ci le date « de la fin du XVe siècle », selon un plan barlong (c'est-à-dire de forme allongée et rectangulaire) et sur une base de murs à portes ogivales du XIVe siècle.
Le moulin adjacent, du début du XIIIe siècle (1207) est initialement à blé. Lui aussi connaîtra une série de modifications, pour être successivement converti en scierie, puis en centrale électrique, et finalement en fabrique d'eau de javel, dont l’activité cesse vers 1970.

## Le château sur carte-postale

Château de Lassalle
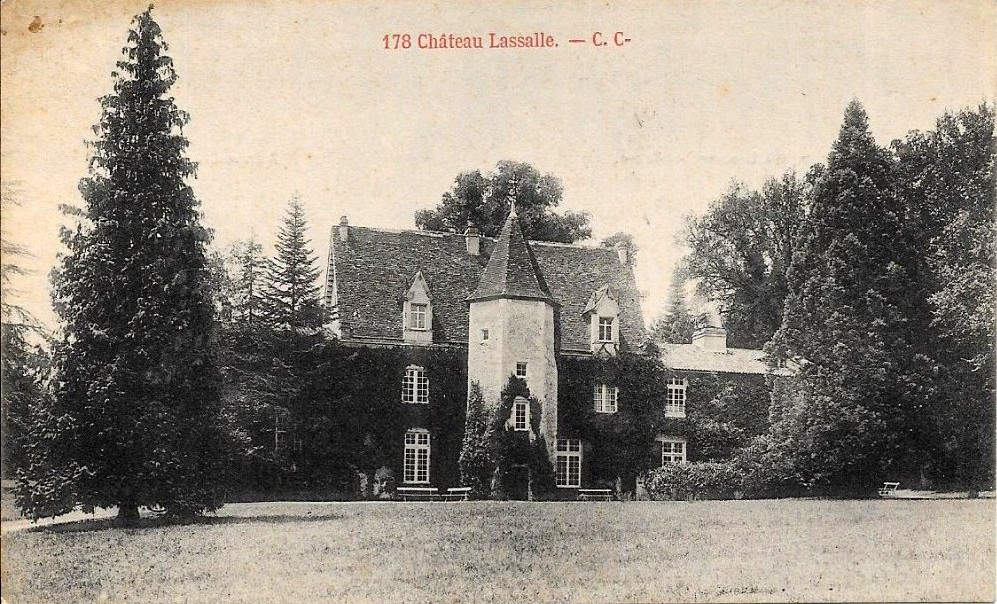
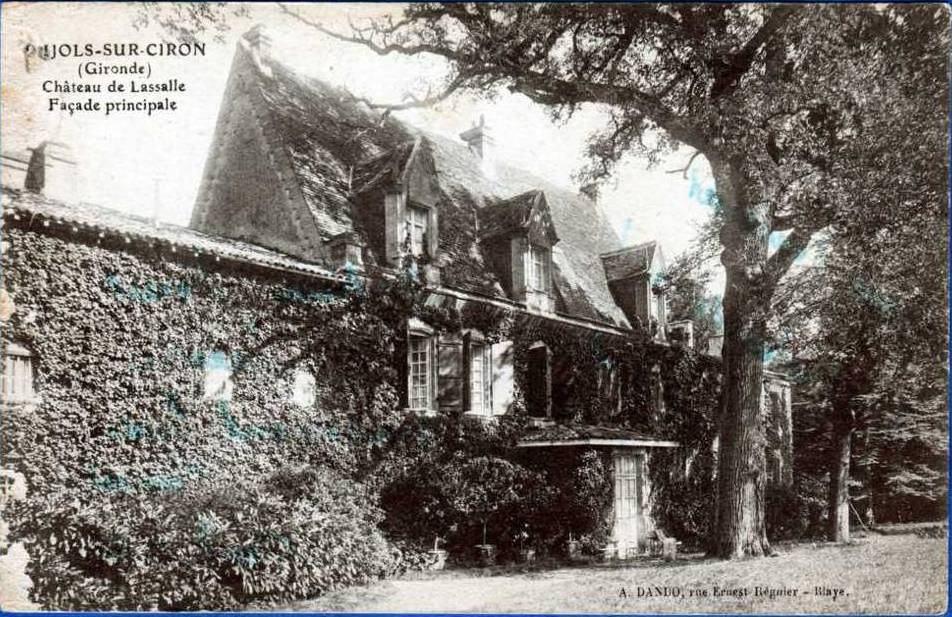
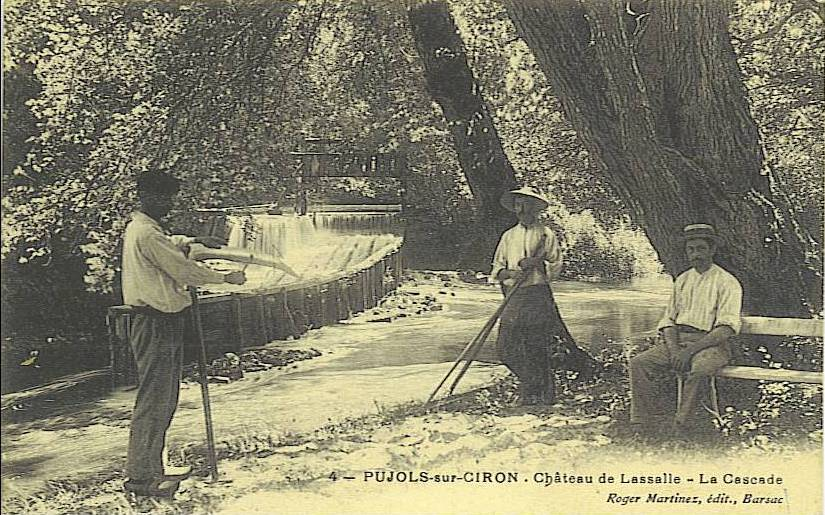
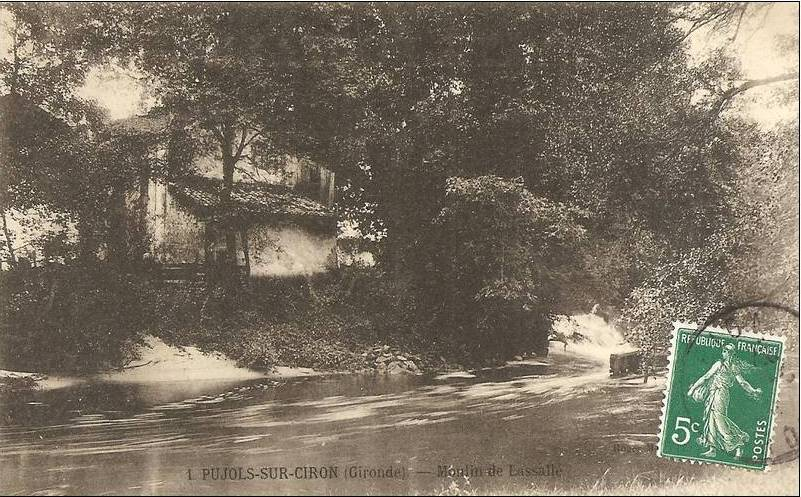
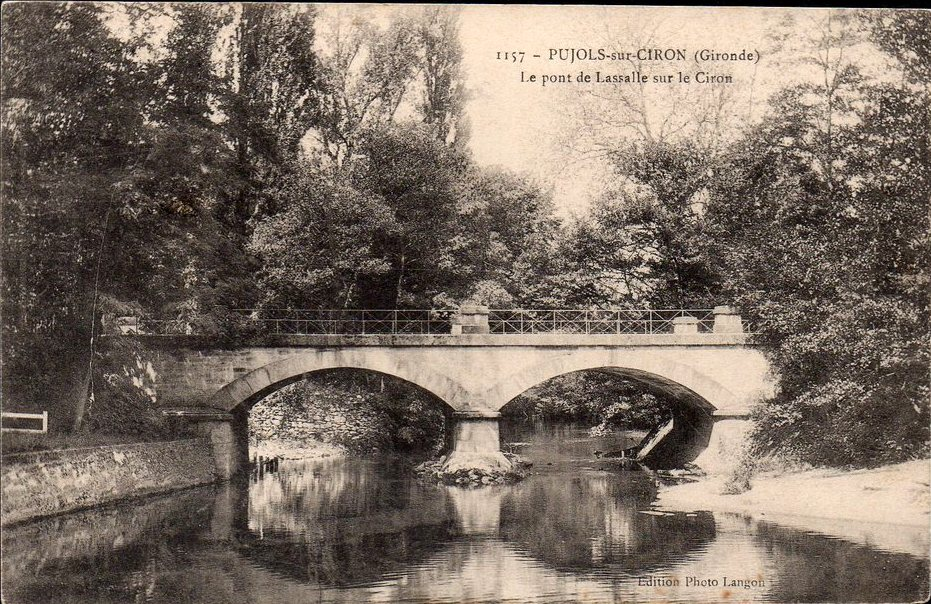